# Stoibrax hanotei
Stoibrax hanotei är en flockblommig växtart som först beskrevs av Braun-blanq. och René Charles Maire, och fick sitt nu gällande namn av Brian Laurence Burtt. Stoibrax hanotei ingår i släktet Stoibrax och familjen flockblommiga växter. Inga underarter finns listade i Catalogue of Life.